# Black Rock (Victoria)
Pour les articles homonymes, voir Black Rock.
Black Rock est une banlieue de Melbourne en Australie, à 18 km au sud-est du centre de Melbourne.

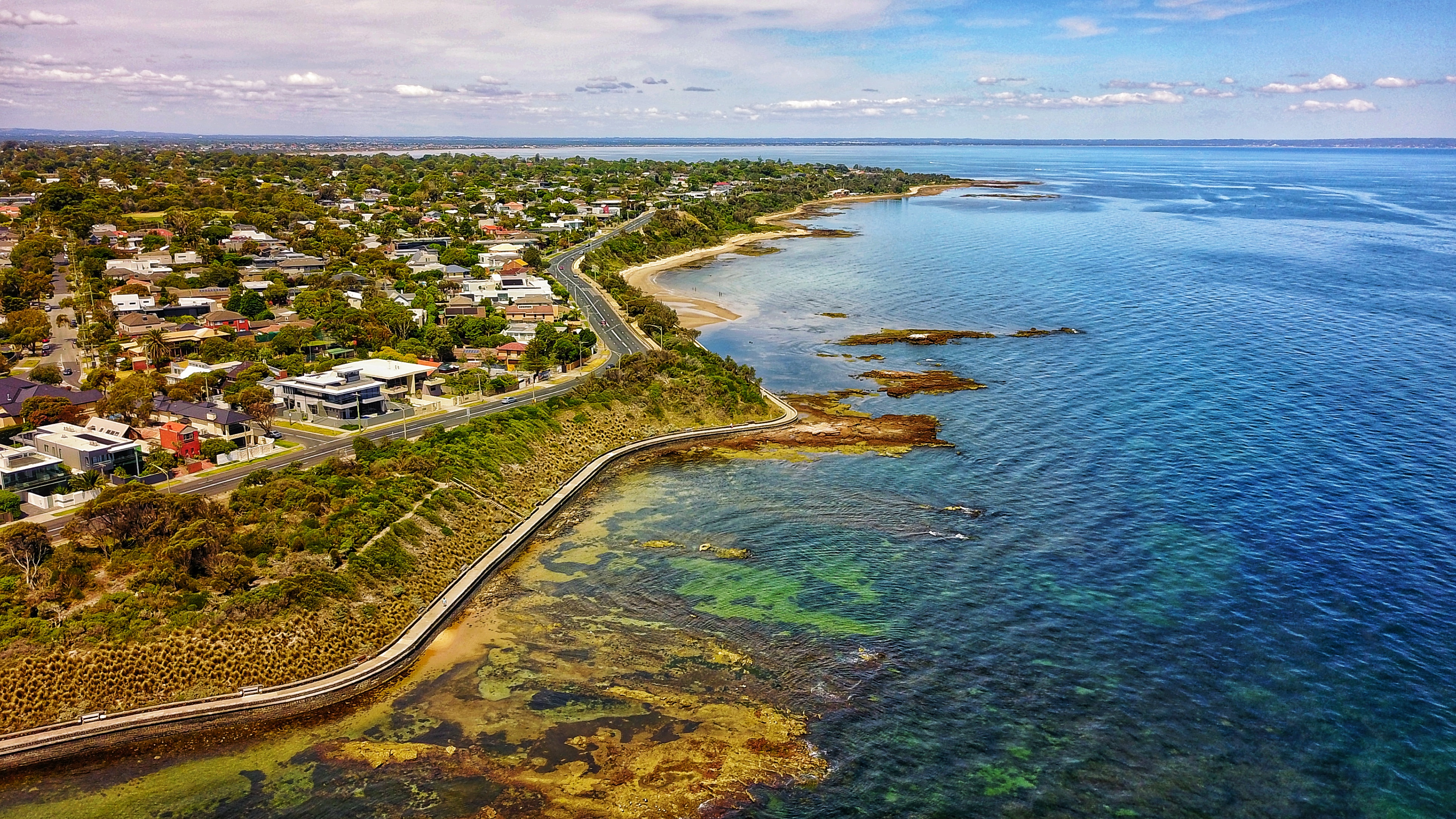
Vue aérienne de Black Rock (vue vers le sud)

Sa population était de 6 159 habitants en 2016.